# Port lotniczy Dżanat Inedbirene
Port lotniczy Dżanat Inedbirene (IATA: DJG, ICAO: DAAJ) – port lotniczy położony w Dżanat, w Algierii.

## Linie lotnicze i połączenia
| Linia Lotnicza   | Kierunek                                                                 |
| ---------------- | ------------------------------------------------------------------------ |
| Air Algerie      | 1. Algier 2. Illizi 3. Ouargla 4. Paryż-Charles de Gaulle 5. Tamanrasset |
| Tassili Airlines | 1. Algier 2. Illizi                                                      |